# پلی ماکن
Polymacon یک واژه غیر اختصاصی (به عبارت دیگر ژنریک)  برای یک پلیمر آب‌دوست از 2-هیدروکسی اتیل متاکریلات (HEMA)که با اتیلن گلیکول دی متاکریلات (62%) و آب (38%) کراس لینک شده است. این مورد در ساخت لنزهای تماسی نرم استفاده می‌شود و پلیمر هیدروژل کم هیدراتاته غیریونی در نظر گرفته شده است.